# Isla de Cebú
La isla de Cebú, llamada La Reina del Sur, es la isla principal de la Provincia de Cebú, en la región de Bisayas Centrales, del archipiélago de las Bisayas, en las Filipinas. Se ubica entre las islas de Luzón al norte, Bohol y Leyte al este separadas por el estrecho de Cebú, Mindanao al sur y Negros y Palawan, al oeste. Dista 630 kilómetros o 392 millas de Manila.

## Principales datos
- La isla se sitúa entre los 9° 25’ y los 11° 15’ de latitud norte y los 123° 13’ y 124° 5’ de longitud este.
- El huso horario es GMT + 8 horas. En hora local, amanece en torno a las 6:00 y atardece a las 18:00.
- Tiene una superficie de 4422 km² o 1867 millas cuadradas, siendo la novena en extensión del archipiélago. Tiene 225 kilómetros (140 millas) de longitud norte-sur y 35 kilómetros de anchura este-oeste.
- Tiene una población aproximada de 3 millones de habitantes.
- Los principales núcleos de población son Ciudad de Cebú, Bogo, San Remigio, Medellín y Daanbantayan.
- Sus habitantes se llaman cebuanos (en cebuano: Sugbuanon)

## Clima
Pertenece a la Zona Climática Tropical
- Estaciones: 
  - Temporada Seca: de noviembre a enero
  - Temporada Húmeda: de febrero a octubre
- Precipitaciones: 1.500 mm/año
- Humedad media anual: 83%
- Temperatura media anual: 30 °C.
  - Rango diurno de Temperaturas: 26 °C a 38 °C.
  - Temperatura mínima nocturna: 18 °C (en el Período Frío de octubre a febrero).

## Geografía

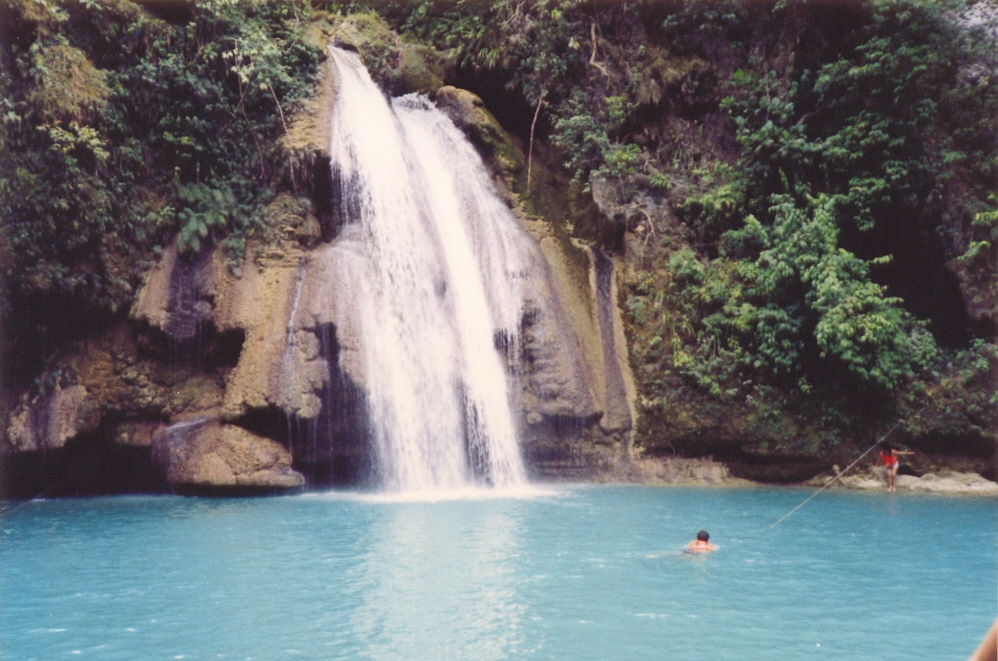
Cataratas Kawasan en la isla.

- Formación:

La isla de Cebú se formó en el período Carbonífero, hace unos 350 millones de años.
- Sismología y Vulcanismo:

En un archipiélago caracterizado por el vulcanismo y la actividad sísmica, la isla de Cebú pertenece a la zona de inactividad, con lo que solo sufre pequeños terremotos. El de mayor entidad de los últimos años ha sido en el año 2013 con una magnitud de 7.2 en Bohol en la escala sismológica de Richter.
- Orografía:

La isla de Cebú se caracteriza por la predominacia de tierras altas, sin cubierta vegetal, con alturas superiores a los mil metros, aunque existen algunas zonas de planicie en la zona norte de la isla.
- Hidrografía:

Debido a su orografía y a la fuerte deforestación, cerca del 60% de las precipitaciones son de escorrentía.

## Lenguas
- El filipino o tagalo es la lengua oficial en la isla de Cebú, como en el resto de las Filipinas.
- El cebuano o sugbuanon es de uso general en toda la parte central de las Filipinas, con cerca de 18 millones de hablantes, contando hasta la década de 1980 con más hablantes que el tagalo.

## Economía
La minería, la exportación de muebles y bisutería y el tráfico portuario de Ciudad de Cebú, constituyen las principales fuentes de ingresos de la isla.
En la zona central de la isla destacan las minas de:
- Cobre
- Oro
- Carbón

## Historia

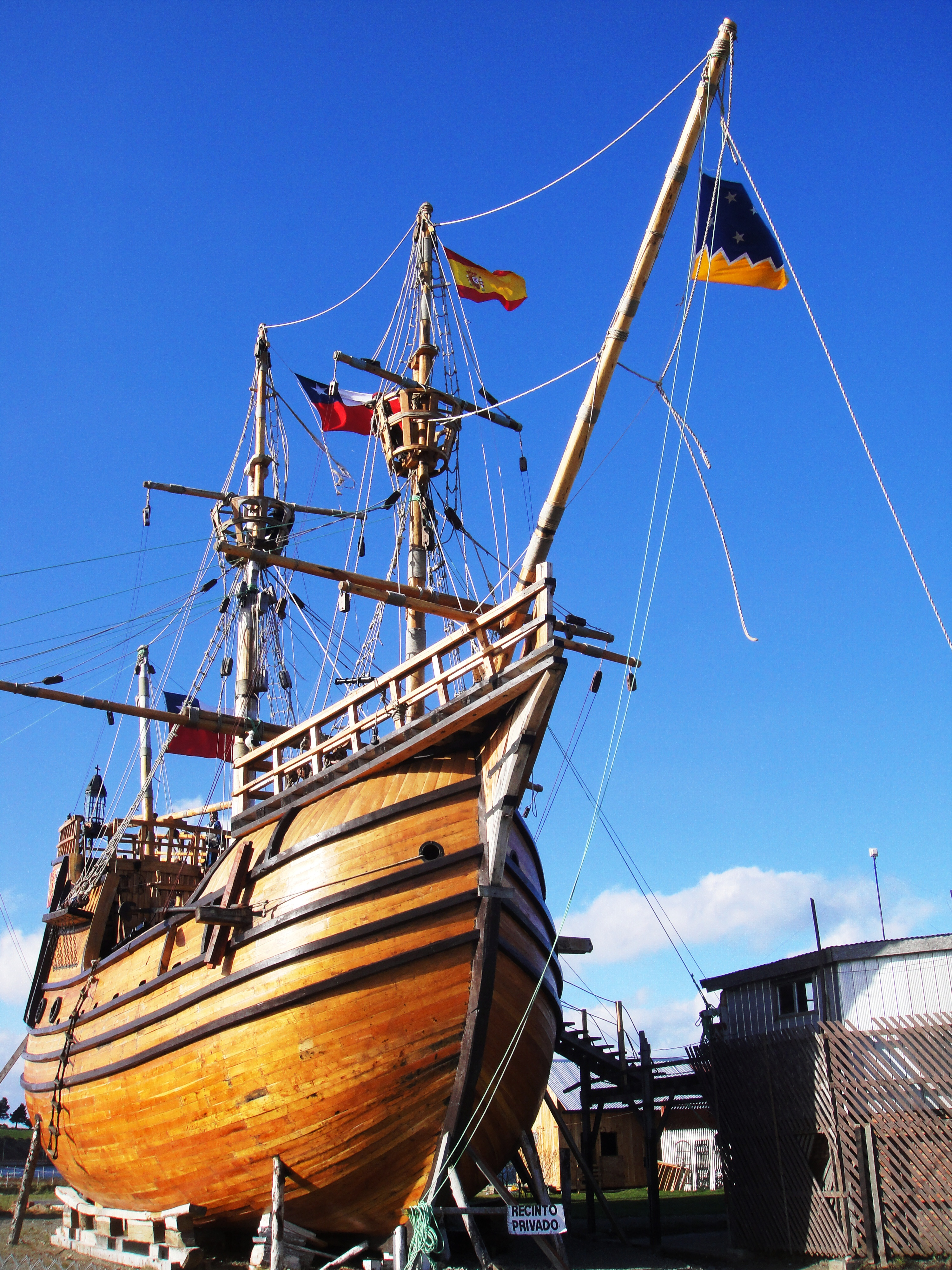
Réplica de la nao Victoria de Fernando de Magallanes en el Museo Nao Victoria de Punta Arenas, Chile.

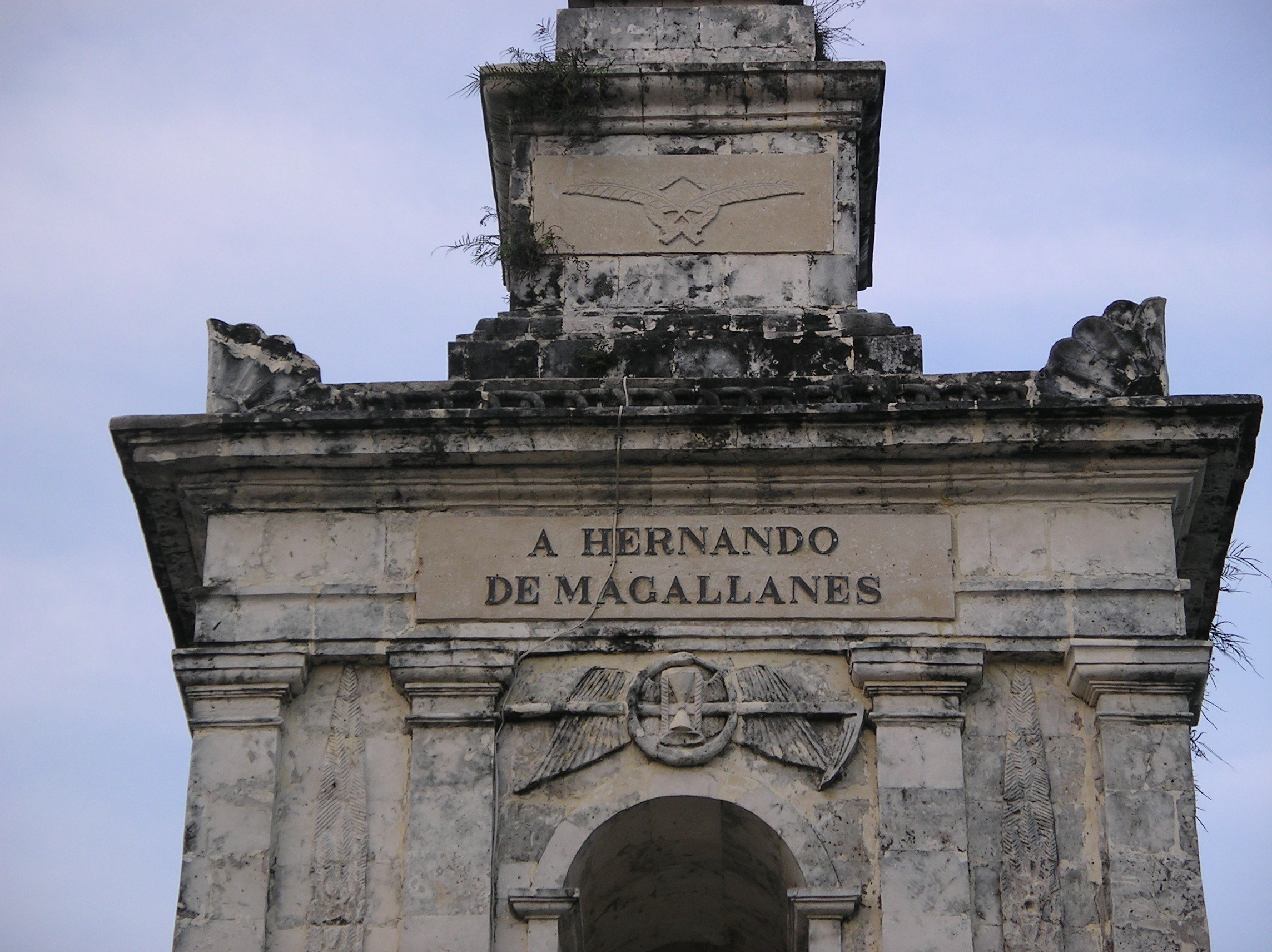
Foto del monumento a Magallanes en Mactán, por el Gobierno de Isabel II, reina de España.

En la etapa de descubrimiento y colonización hispana, se pueden distinguir dos fases:
- Magallanes:

En marzo de 1521 Magallanes desembarca en un poblado de pescadores llamado «Zubu» o «Sugbu», siendo bien recibidos por el jefe de la isla, que después de ocho días, fue bautizado, con varios centenares de súbditos. En agradecimiento, y para confirmar la alianza, Magallanes atacó la vecina isla de Mactán, donde halló la muerte.
Después de la muerte, las naos Trinidad y Victoria abandonaron la isla rumbo a las islas Molucas, al mando de Juan Serrano.
- Legazpi:

En 1563, el rey Felipe II de España, ordena al virrey de Nueva España, Luis de Velasco la organización de una expedición al «archipiélago de San Lázaro», nombre inicial de las Filipinas, que fue encomendada a Miguel López de Legazpi, que partió de México el 21 de noviembre de 1564, acompañado del cosmógrafo y marino fray Andrés de Urdaneta y de otros cuatro agustinos, que fueron los primeros evangelizadores del archipiélago filipino.
En marzo de 1565 Legazpi arriba a las Filipinas. El 27 de abril de 1565, encabezando un grupo de 380 hombres de armas y de mar, desembarca en la isla de Cebú, y toma posesión de la misma en nombre de la Corona española. El 8 de mayo de 1565 procede a fundar la Villa de San Miguel, actual Ciudad de Cebú, constituida en capital de los dominios hispanos y base de la expansión y conquista de las Filipinas hasta la fundación de Manila en 1571.